# Dinis Sengulane
Dinis Salomão Sengulane (Zandamela, 5 de Março de 1946) é o bispo emérito da Diocese dos Libombos da Igreja Anglicana e antigo presidente do Conselho Cristão de Moçambique. Antes do baptismo, Dinis recebeu o nome de Nhanzumani que é o diminutivo de Nhanzu, nome do seu bisavô.. Este clérigo esteve envolvido nas negociações de paz que puseram fim à Guerra Civil Moçambicana. Actualmente também dirige campanhas para erradicação da malária e desarmamento, além de participar na tradução da Bíblia para a língua chope.

## Biografia
Sengulane foi formado em teologia pela Salisbury Wells Theological College na Inglaterra de 1971 a 1974, tendo sido ordenado padre presbítero em 1974, sagrado bispo sufragâneo em 25 de Março de 1976 e bispo diocesano em 29 de Agosto de 1976. Foi jubilado em 2014.
No período entre 1990 a 2003 foi o bispo responsável por organizar a igreja anglicana em Angola.

### Cargos ocupados
- Foi presidente do Conselho Cristão de Moçambique (CCM);
- Foi fundador do programa Transformação de Armas em Enxadas (TAE) do CCM;
- Presidente da Comissão de Justiça, Paz e Reconciliação;
- Presidente do Conselho Consultivo da Visão Mundial e da Sociedade Bíblica Global.[1]